# Aéroport de Viterbe
L'aéroport militaire de Viterbe est un aéroport militaire situé à 3 km au nord-ouest de Viterbe et 107 km au nord-ouest de Rome.
La base dont l'origine remonte à 1937 est dotée de trois pistes en asphalte de respectivement 1 005 m, 1 500 m et 590 m. Gérée par l'Aeronautica Militare elle n'est pas ouverte au trafic commercial et civil.